# Paganese Calcio 1926 2021-2022
Questa voce raccoglie le informazioni riguardanti la Paganese Calcio 1926 nelle competizioni ufficiali della stagione 2021-2022.

## Divise e sponsor
Per la stagione 2021-22 lo sponsor tecnico è Givova. Lo sponsor di maglia è Vrent.
| Casa | Trasferta | Terza divisa |

## Rosa
| N. |                           | Ruolo | Calciatore          |
| -- | ------------------------- | ----- | ------------------- |
| 1  | Italia (bandiera)         | P     | Paolo Baiocco       |
| 2  | Costa d'Avorio (bandiera) | D     | Dramane Konaté      |
| 3  | Italia (bandiera)         | D     | Edoardo Bianchi     |
| 4  | Italia (bandiera)         | D     | Edoardo Sbampato    |
| 5  | Italia (bandiera)         | D     | Michele Murolo      |
| 6  | Italia (bandiera)         | D     | Raffaele Schiavi    |
| 6  | Italia (bandiera)         | D     | Giorgio Brogni      |
| 7  | Italia (bandiera)         | C     | Leandro Vitiello    |
| 7  | Italia (bandiera)         | D     | Christian Celesia   |
| 8  | Italia (bandiera)         | A     | Marco Firenze       |
| 9  | Italia (bandiera)         | A     | Federico Piovaccari |
| 10 | Italia (bandiera)         | A     | Luigi Castaldo      |
| 11 | Senegal (bandiera)        | A     | Abou Diop           |
| 12 | Italia (bandiera)         | P     | Sabino Pellecchia   |
| 13 | Italia (bandiera)         | D     | Aly Nader           |
| 13 | Italia (bandiera)         | D     | Carlo Martorelli    |
| 15 | Argentina (bandiera)      | C     | Fernando Tissone    |

| N. |                   | Ruolo | Calciatore            |
| -- | ----------------- | ----- | --------------------- |
| 16 | Italia (bandiera) | C     | Giovanni Volpicelli   |
| 17 | Italia (bandiera) | D     | Francesco Perlingieri |
| 18 | Italia (bandiera) | D     | Marzio Pica           |
| 18 | Italia (bandiera) | A     | Christian Tommasini   |
| 19 | Italia (bandiera) | C     | Christian Sussi       |
| 20 | Italia (bandiera) | D     | Davide Manarelli      |
| 21 | Italia (bandiera) | D     | Matteo Zanini         |
| 22 | Italia (bandiera) | P     | Leonardo Caruso       |
| 23 | Italia (bandiera) | D     | Marco Schiavino       |
| 24 | Italia (bandiera) | C     | Carmine Cretella      |
| 25 | Italia (bandiera) | D     | Edoardo Scanagatta    |
| 26 | Italia (bandiera) | A     | Giuseppe Guadagni     |
| 27 | Italia (bandiera) | A     | Carmine Iannone       |
| 28 | Italia (bandiera) | C     | Antonio Zito          |
| 29 | Italia (bandiera) | A     | Agostino Del Regno    |
| 30 | Italia (bandiera) | P     | Lorenzo Avogadri      |
| 44 | Italia (bandiera) | C     | Nicholas Bensaja      |

## Calciomercato

### Sessione estiva(dal 01/07 al 31/08)
| Acquisti | Acquisti              | Acquisti       | Acquisti      |
| R.       | Nome                  | da             | Modalità      |
| -------- | --------------------- | -------------- | ------------- |
| P        | Dario Anatrella       | Fidelis Andria | fine prestito |
| P        | Leonardo Caruso       | Messina        | svincolato    |
| P        | Sabino Pellecchia     | Avellino       | definitivo    |
| D        | Adriano Cavucci       | Gozzano        | fine prestito |
| D        | Davide Manarelli      | Renate         | prestito      |
| D        | Michele Murolo        | Carrarese      | svincolato    |
| D        | Aly Nader             | Arezzo         | svincolato    |
| D        | Francesco Perlingieri | Benevento      | prestito      |
| D        | Marzio Pica           | Lazio          | definitivo    |
| D        | Edoardo Scanagatta    | Atalanta       | prestito      |
| D        | Raffaele Schiavi      | Cosenza        | svincolato    |
| C        | Carmine Cretella      | Messina        | svincolato    |
| C        | Fernando Tissone      | Taranto        | svincolato    |
| C        | Leandro Vitiello      | Vibonese       | svincolato    |
| C        | Giovanni Volpicelli   | Benevento      | definitivo    |
| C        | Antonio Zito          | AZ Picerno     | svincolato    |
| A        | Luigi Castaldo        | Casertana      | svincolato    |
| A        | Agostino Del Regno    | Salernitana    | prestito      |
| A        | Carmine Iannone       | Salernitana    | prestito      |
| A        | Federico Piovaccari   | Córdoba        | svincolato    |
| A        | Christian Sussi       | Pisa           | prestito      |

| Cessioni | Cessioni             | Cessioni           | Cessioni      |
| R.       | Nome                 | a                  | Modalità      |
| -------- | -------------------- | ------------------ | ------------- |
| P        | Dario Anatrella      | Cavese             | svincolato    |
| P        | Nicola Bovenzi       | Casertana          | prestito      |
| P        | Matteo Campani       | Sassuolo           | fine prestito |
| D        | Francesco Cernuto    |                    | svincolato    |
| D        | Emanuele Cigagna     | Venezia            | fine prestito |
| D        | Alessandro Curci     | Pisa               | svincolato    |
| D        | Alessandro Criscuolo | Casertana          | prestito      |
| D        | Giuseppe Esposito    |                    | svincolato    |
| D        | Riccardo Perazzolo   | Pisa               | fine prestito |
| D        | Ciro Sirignano       | Lamezia Terme      | svincolato    |
| D        | Tommaso Squillace    |                    | svincolato    |
| C        | Angelo Bonavolontà   | Fidelis Andria     | prestito      |
| C        | Fabrizio Bramati     |                    | svincolato    |
| C        | Ciro Capasso         | Fiorentina         | prestito      |
| C        | Giulio Carotenuto    |                    | svincolato    |
| C        | Marcello Di Palma    | Scafatese          | svincolato    |
| C        | Danilo Gaeta         | Fidelis Andria     | svincolato    |
| C        | Daniel Onescu        | Dolomiti Bellunesi | svincolato    |
| A        | Ettore Mendicino     |                    | svincolato    |
| A        | Simone Raffini       | Fermana            | fine prestito |
| A        | Francesco Scarpa     | Angri              | svincolato    |

### Operazioni tra le due sessioni
| Acquisti | Acquisti        | Acquisti | Acquisti   |
| R.       | Nome            | da       | Modalità   |
| -------- | --------------- | -------- | ---------- |
| D        | Edoardo Bianchi |          | svincolato |
| D        | Dramane Konaté  |          | svincolato |
| A        | Marco Firenze   |          | svincolato |

| Cessioni | Cessioni  | Cessioni | Cessioni   |
| R.       | Nome      | a        | Modalità   |
| -------- | --------- | -------- | ---------- |
| D        | Aly Nader |          | svincolato |

### Sessione invernale(dal 04/01 al 01/02)
| Acquisti | Acquisti            | Acquisti    | Acquisti   |
| R.       | Nome                | da          | Modalità   |
| -------- | ------------------- | ----------- | ---------- |
| P        | Lorenzo Avogadri    | Atalanta    | prestito   |
| D        | Giorgio Brogni      | Atalanta    | prestito   |
| D        | Christian Celesia   | Torino      | prestito   |
| D        | Alessandro Curci    | Pisa        | definitivo |
| C        | Nicholas Bensaja    | Lucchese    | prestito   |
| C        | Carlo Martorelli    | Montevarchi | definitivo |
| A        | Christian Tommasini | Pisa        | prestito   |

| Cessioni | Cessioni            | Cessioni | Cessioni                |
| R.       | Nome                | a        | Modalità                |
| -------- | ------------------- | -------- | ----------------------- |
| P        | Leonardo Caruso     | Seregno  | definitivo              |
| D        | Edoardo Bianchi     |          | svincolato              |
| D        | Raffaele Schiavi    |          | risoluzione consensuale |
| C        | Alessandro Curci    |          | svincolato              |
| C        | Leandro Vitiello    |          | risoluzione consensuale |
| A        | Federico Piovaccari |          | svincolato              |

### Operazioni successive alla sessione invernale
| Acquisti | Acquisti | Acquisti | Acquisti |
| R.       | Nome     | da       | Modalità |
| -------- | -------- | -------- | -------- |

| Cessioni | Cessioni     | Cessioni | Cessioni   |
| R.       | Nome         | a        | Modalità   |
| -------- | ------------ | -------- | ---------- |
| D        | Antonio Zito |          | svincolato |

## Risultati

### Serie C

#### Girone di andata
| Arbitro: | Bordin (Bassano del Grappa) |

|                                               |           |                                                      |
| Castaldo 26’, 90+5’ Murolo 66’ Piovaccari 89’ | Marcatori | 11’ Russo 43’ (rig.) Baldé 50’ Morelli 63’ Simonetti |

| Arbitro: | Bonacina (Bergamo) |

|                          |           |  |
| Carletti 15’ (rig.), 57’ | Marcatori |  |

| 12 settembre 2021 3ª giornata | Paganese | – () | Catania |  |

| Arbitro: | Feliciani (Teramo) |

|                              |           |              |
| Firenze 45’ Piovaccari 90+5’ | Marcatori | 54’ Saraniti |

| Arbitro: | Petrella (Viterbo) |

|          |           |             |
| Botta 2’ | Marcatori | 75’ Firenze |

| Arbitro: | Calzavara (Varese) |

|              |           |  |
| Castaldo 89’ | Marcatori |  |

| Arbitro: | Collu (Cagliari) |

|                               |           |  |
| Di Francesco 15’ Rossetti 47’ | Marcatori |  |

| Arbitro: | Panettella (Gallarate) |

|  |           |                                |
|  | Marcatori | 26’ (rig.) Carlini 54’ Rolando |

| Arbitro: | Marini (Trieste) |

|                |           |  |
| Costantino 39’ | Marcatori |  |

| Arbitro: | Costanza (Agrigento) |

|                             |           |  |
| Murolo 15’ Piovaccari 90+4’ | Marcatori |  |

| Arbitro: | Rutella (Enna) |

|                                       |           |  |
| Di Gaudio 58’ Tito 70’ Gagliano 90+1’ | Marcatori |  |

| Arbitro: | Ricci (Firenze) |

|                   |           |                |
| Guadagni 14’, 42’ | Marcatori | 59’ Tchetchoua |

| Arbitro: | Frascaro (Firenze) |

|                                     |           |  |
| Ferrante 33’ Curcio 43’ (rig.), 61’ | Marcatori |  |

| Arbitro: | Scarpa (Collegno) |

|  |           |           |
|  | Marcatori | 49’ Gaeta |

| Arbitro: | Luciani (Roma 1) |

|                                  |           |  |
| Fella 38’ Soleri 80’ Brunori 83’ | Marcatori |  |

| Arbitro: | Pirrotta (Barcellona Pozzo di Gotto) |

|                       |           |  |
| Mercadante 86’ (rig.) | Marcatori |  |

| Arbitro: | Longo (Paola) |

|                                       |           |                       |
| Cretella 31’ Guadagni 45’ Firenze 81’ | Marcatori | 35’ (rig.) Bentivegna |

| Arbitro: | Di Marco (Ciampino) |

|                                                                    |           |                                         |
| Reginaldo 15’ Gerardi 25’, 52’ Sbampato 45’ (aut.) Coratella 90+2’ | Marcatori | 22’ Guadagni 44’ Firenze 77’ Piovaccari |

| Arbitro: | Di Cairano (Ariano Irpino) |

|             |           |              |
| Tissone 64’ | Marcatori | 73’ Leonetti |

#### Girone di ritorno
| Arbitro: | Carella (Bari) |

|                               |           |              |
| Mărginean 38’ Distefano 90+3’ | Marcatori | 88’ Cretella |

| Arbitro: | Turrini (Firenze) |

|               |           |                                  |
| Tommasini 21’ | Marcatori | 34’ (rig.) Carletti 41’ Ercolano |

| 22 febbraio 2022 22ª giornata | Catania | – | Paganese |  |

| Arbitro: | Galipò (Firenze) |

|                     |           |             |
| Saraniti 44’ (rig.) | Marcatori | 57’ Firenze |

| Arbitro: | Giordano (Novara) |

|                |           |                                  |
| Castaldo 45+1’ | Marcatori | 12’ (rig.) Antenucci 28’ Mallamo |

| Vibo Valentia 6 febbraio 2022, ore 14:30 CET 25ª giornata | Vibonese           | 0 – 0 referto | Paganese | Stadio Luigi Razza (250 spett.)\| Arbitro: \| Petrella (Viterbo) \| |
| Arbitro:                                                  | Petrella (Viterbo) |               |          |                                                                     |

| Arbitro: | Zamagni (Cesena) |

|                          |           |                 |
| Firenze 43’ Cretella 48’ | Marcatori | 7’ Di Francesco |

| Arbitro: | Saia (Palermo) |

|            |           |  |
| Biasci 55’ | Marcatori |  |

| Arbitro: | Fontani (Siena) |

|  |           |                                            |
|  | Marcatori | 45+4’ Rocchi 77’ Artistico 90+4’ Franchini |

| Arbitro: | Longo (Paola) |

|            |           |               |
| Zenuni 64’ | Marcatori | 22’ Tommasini |

| Arbitro: | Maranesi (Ciampino) |

|  |           |                       |
|  | Marcatori | 19’ Ciancio 64’ Kragl |

| Arbitro: | Perenzoni (Rovereto) |

|                                           |           |                                       |
| Patierno 4’ Mastropietro 19’ Maiorino 26’ | Marcatori | 31’ Cretella 85’ Zanini 90’ Tommasini |

| Arbitro: | Di Marco (Ciampino) |

|               |           |                                                  |
| Tommasini 58’ | Marcatori | 70’ Nicolao 73’ Rocca 84’ Turchetta 90+4’ Merola |

| Arbitro: | Bitonti (Bologna) |

|                 |           |  |
| Urso 22’ (rig.) | Marcatori |  |

| Arbitro: | Marini (Trieste) |

|                                   |           |                                  |
| Cretella 22’ Tommasini 67’ (rig.) | Marcatori | 45+1’ (rig.) Brunori 55’ Valente |

| Arbitro: | Fiero (Pistoia) |

|  |           |               |
|  | Marcatori | 36’ Grandolfo |

| Arbitro: | Panettella (Gallarate) |

|                                                |           |  |
| Bentivegna 11’, 60’ Caldore 82’ Ceccarelli 89’ | Marcatori |  |

| Arbitro: | Petrella (Viterbo) |

|                          |           |                                       |
| Guadagni 49’ Iannone 87’ | Marcatori | 37’ Senesi 42’ Reginaldo 90+5’ Parigi |

| Arbitro: | Nicolini (Brescia) |

|                                          |           |                           |
| Leonetti 37’, 64’, 90+2’ Santaniello 40’ | Marcatori | 48’ (rig.), 50’ Tommasini |

#### Play-out
| Arbitro: | Rutella (Enna) |

|              |           |  |
| Cretella 35’ | Marcatori |  |

| Arbitro: | Gualtieri (Asti) |

|                |           |  |
| Sorrentino 37’ | Marcatori |  |

### Coppa Italia Serie C
| Arbitro: | Virgilio (Trapani) |

|                      |           |  |
| Merkaj 6’ Merola 79’ | Marcatori |  |

## Statistiche

### Statistiche di squadra
| Competizione         | Punti | In casa | In casa | In casa | In casa | In casa | In casa | In trasferta | In trasferta | In trasferta | In trasferta | In trasferta | In trasferta | Totale | Totale | Totale | Totale | Totale | Totale | DR  |
| Competizione         | Punti | G       | V       | N       | P       | Gf      | Gs      | G            | V            | N            | P            | Gf           | Gs           | G      | V      | N      | P      | Gf     | Gs     | DR  |
| -------------------- | ----- | ------- | ------- | ------- | ------- | ------- | ------- | ------------ | ------------ | ------------ | ------------ | ------------ | ------------ | ------ | ------ | ------ | ------ | ------ | ------ | --- |
| Serie C              | 26    | 18      | 6       | 3       | 9       | 24      | 31      | 18           | 0            | 5            | 13           | 12           | 38           | 36     | 6      | 8      | 22     | 36     | 69     | -33 |
| Coppa Italia Serie C | -     | 0       | 0       | 0       | 0       | 0       | 0       | 1            | 0            | 0            | 1            | 0            | 2            | 1      | 0      | 0      | 1      | 0      | 2      | -2  |
| Totale               | -     | 18      | 6       | 3       | 9       | 24      | 31      | 19           | 0            | 5            | 14           | 12           | 40           | 37     | 6      | 8      | 23     | 36     | 71     | -35 |

### Andamento in campionato
| Giornata  | 1 | 2  | 3  | 4 | 5 | 6 | 7 | 8  | 9  | 10 | 11 | 12 | 13 | 14 | 15 | 16 | 17 | 18 | 19 | 20 | 21 | 22 | 23 | 24 | 25 | 26 | 27 | 28 | 29 | 30 | 31 | 32 | 33 | 34 | 35 | 36 | 37 | 38 |
| --------- | - | -- | -- | - | - | - | - | -- | -- | -- | -- | -- | -- | -- | -- | -- | -- | -- | -- | -- | -- | -- | -- | -- | -- | -- | -- | -- | -- | -- | -- | -- | -- | -- | -- | -- | -- | -- |
| Luogo     | C | T  | –  | C | T | C | T | C  | T  | C  | T  | C  | T  | C  | T  | T  | C  | T  | C  | T  | C  | –  | T  | C  | T  | C  | T  | C  | T  | C  | T  | C  | T  | C  | C  | T  | C  | T  |
| Risultato | N | P  | –  | V | N | V | P | P  | P  | V  | P  | V  | P  | P  | P  | P  | V  | P  | N  | P  | P  | –  | N  | P  | N  | V  | P  | P  | N  | P  | N  | P  | P  | N  | P  | P  | P  | P  |
| Posizione | 5 | 17 | 12 | 4 | 6 | 5 | 9 | 12 | 14 | 10 | 14 | 10 | 12 | 12 | 15 | 15 | 14 | 14 | 15 | 16 | 16 | 17 | 16 | 16 | 16 | 16 | 16 | 17 | 18 | 17 | 17 | 17 | 18 | 17 | 18 | 18 | 18 | 18 |

Legenda:

Luogo: C = Casa; T = Trasferta. Risultato: V = Vittoria; N = Pareggio; P = Sconfitta.